# Roman Kliciuk
Roman Vasîlovîci Kliciuk, scris adesea Roman Kliciuk, (în ucraineană Роман Васильович Клічук; n. 31 octombrie 1972, Cernăuți, RSS Ucraineană, URSS) este un politician ucrainean, om de afaceri și actualul primar al orașului Cernăuți.

## Biografie
S-a născut la 31 octombrie 1972 în orașul Cernăuți, într-o familie de medici. A absolvit Universitatea de Medicină din Bucovina⁠(d), cu intenția de a deveni medic. A studiat la Școala de business Kyiv-Mohyla⁠(d). A intrat în business în 1997.
A fost deputat în Consiliul Regional din Cernăuți. A fost membru al Comitetului Executiv al Consiliului Local din Cernăuți.
În 2013 a devenit cofondator al Grupului Antreprenorilor din Bucovina. Din 2020 este primar al orașului Cernăuți.

### Studii
- În anul 1995 a absolvit Institutul de Stat de Medicină din Cernăuți și a obținut calificarea de medic.[4]

- A studiat la Școala de business Kyiv-Mohyla.[4]

### Activitate profesională
- 1987–1989 — infirmier la Dispensarul Oncologic regional din Cernăuți.

- 1989–1995 — studii la Institutul de Stat de Medicină din Cernăuți.

- 1995–1997 — medic-stagiar la spitalul №3 din Cernăuți.

- 1998–2020 — director al SRL „ROMA”, orașul Cernăuți.[4]

- 2020 – prezent — primar al orașului Cernăuți.[4]

### Alegerile de primar
În data de 30 noiembrie 2020 Comisia electorală teritorială din Cernăuți a anunțat rezultatele alegerilor — Roman Kliciuk a obținut 59,5% din voturi, în timp ce adversarul său Vitali Mîhailîșîn a obținut 40,5% din voturi. Potrivit datelor din protocolul privind rezultatele voturilor, numărul alegătorilor, care au participat la vot este de 42 874 persoane.

### Activitate politică
- 2006–2010 — deputat al Consiliului Regional din Cernăuți din partea partidului „Batkivșcina” (Patria).[4][7]

- Din 2015 — membru al Comitetului Executiv al Consiliului Local din Cernăuți.[4]

- 2020 — a câștigat alegerile pentru funcția de primar al orașului Cernăuți din partea partidului „Alternativa Unică”.[4]

## Familia
Kliciuk R. V. este căsătorit din 1998. Educă trei fii.
 

## Business
SRL „ROMA” a fost înființată la 9 noiembrie 1998. Principalul domeniu de activitate este distribuția de băuturi alcoolice, nealcoolice, de bere și de cofetărie, precum și producția de bere. Compania furnizează bunuri la peste 10 000 de puncte de vânzare din regiunile Cernăuți, Hmelnîțkîi, Ternopil și Ivano-Frankivsk. Din 2011 compania produce bere artizanală „Goyra”. 
Firma „ROMA” este unul dintre cei mai mari contribuabili din regiunea Cernăuți.
 
SRL „Taystra group” este un lanț de magazine alimentare cu acoperire geografică în regiunile Cernăuți, Hmelnîțkîi, Ternopil, Ivano-Frankivsk și Vinița.
 
SRL „Goyra group” este o familie de restaurante „Goyra group”, care include restaurantul „Panska Guralnya”, restaurantul „Goyra” și pizzeriile „Shosho” din orașul Cernăuți.

## Caritate
În 2016 Roman Kliciuk a primit premiul municipal Anton Kohanovski la categoria „Mecenatul anului”.
Asistență regulată pentru:
- Fondul de caritate al Martei Levcenko;[15]

- Centrul teritorial comunal din Cernăuți al serviciului social „Turbota”;[16]

- Federația de pancrațiu din Ucraina;[17]

- Academia ucraineană de lider;[18]

- Organizația de tineret din Cernăuți „Stanytsia Plastu a Organizației Naționale de scout din Ucraina”;

- Fondul de caritate „Kraschim Buty”;[19]

- Festivalul internațional„MALANKA-FEST”;[20]

- ONG „Ziua mondială a iei ucrainene (Vyshyvanka)”;

- „Calea de țesut” (Tkatskyy shlyah) (film documentar al ONG „Ziua mondială a iei ucrainene (Vyshyvanka)”;

- „Privighetoarea cântă” (Solovey spivaye) (film documentar bazat pe ideea Lesei Voroniuk);[21]

- Festivalul „Obnova Fest”;[22]

- Etc.

Roman Kliciuk donează salariul lunar de primar organizațiilor de caritate.
 
De la începutul războiului ruso-ucrainean, din 2014, Roman Kliciuk ajută în mod activ Forțele Armate ale Ucrainei, Poliția Națională a Ucrainei, formațiunile de voluntari, sprijină inițiativa cetățenească care promoveazăactivarea sprijinului pentru apărătorii Ucrainei și, de asemenea, lucrează constant cu mecenați pentru a susține soldații ucraineni.

## Controverse
În 2024, Kliciuk a anunțat renovări la Scuarul Mihai Eminescu din Cernăuți, declarând că e unul dintre cele mai importante obiective ale orașului și că speră ca va obține fonduri și de la diaspora românească din Cernăuți. El a fost criticat de românii cernăuțeni pentru folosirea termenului diaspora, susținând că ei sunt o comunitate nativă a orașului.